# Азбука смерти
«Азбука смерти» (англ. "The ABCs of Death") — художественный фильм-антология 2012 года, спродюсированный Антом Тимпсоном и Тимом Лигом; международный экспериментальный проект, состоящий из 26 новелл, снятых 26 режиссёрами из разных стран мира: Франция, Великобритания, Испания, Норвегия, Сербия, Таиланд, Япония, Чили, США, Канада и другие. Премьера состоялась на 37-м кинофестивале в Торонто.

## Сюжет
Каждому режиссёру предложили выбрать букву из английского алфавита и слово, начинающееся на эту букву. Слово обозначает предмет или тему, с которой и связана смерть в финале гротескной по стилю истории, развивающей какую-либо сюрреалистическую идею.

## Список новелл

### Интерлюдия
Детские кубики лежат на полу и смываются рекой крови, текущей из-под дверей. Всплывающие кубики составляют название фильма, в дальнейшем, после каждой новеллы, — слово на букву алфавита.

### «A is for Apocalypse»(Апокалипсис)
- Режиссёр: Начо Вигалондо
- Автор сценария: Начо Вигалондо

Женщина неловко убивает своего супруга, завтракающего в постели. В тихой агонии супруг узнаёт от неё, что та давно хотела сделать это, потому что у них уже нет времени. За окном слышен шум городского хаоса, шторы заливаются багровым цветом.

### «B is for Bigfoot»(Бигфут)
- Режиссёр: Адриан Гарсиа Больяно
- Автор сценария: Адриан Гарсиа Больяно

Девочка не может заснуть, и тогда брат и его девушка рассказывают ей страшилку о снежном человеке из Мехико, который пожирает сердца тех, кто не ложится спать после восьми вечера. Девочка пугается и старается быстрее уснуть. В это время брат с подружкой занимаются сексом. Снежный человек в виде мусорщика замечает неспящих в окне их квартиры и стучится им в дверь. После девочка слышит крики и ещё сильнее старается впасть в сон. Дверь её комнаты открывает девушка брата с продырявленной грудью. Брата постигает та же участь. Снежный человек уходит. Девочка считает овец.

### «C is for Cycle»(Цикл)
- Режиссёр: Эрнесто Диас Эспиноса
- Автор сценария: Эрнесто Диас Эспиноса

Парень смотрит на кровавое пятно в саду, не предполагая, откуда оно. Ночью он вместе с девушкой просыпаются от какого-то шума в доме. Выйдя в гостиную, парень ничего не обнаруживает и возвращается спать. На следующее утро он встречает в кустах сада тёмную дыру и, зайдя в неё, исчезает. Ночью он оказывается лежащим в саду. Идя в спальню к девушке, он натыкается на самого себя, спящего с ней. Они слышат его шаги, и парень прячется за диван в гостиной. Другой «он», выйдя в гостиную, ничего не обнаруживает и возвращается спать. На следующее утро парень следит за другим, как тот так же уходит в тёмную дыру в кустах. Парень подходит к ней. Внезапно из-за спины его душит другой «он» и выкидывает труп в дыру, оставляя от него только кровавое пятно.

### «D is for Dogfight»(Собачьи бои)
- Режиссёр: Марсель Сармиенто
- Автор сценария: Марсель Сармиенто

Перед выходом на ринг боец глядит на объявление о пропавшем псе по кличке Бадди. С ним ему и предстоит драться. На ринге перед ним стоит мужчина с цепью, который пускает пса. Проходит тяжёлый мордобой между человеком и животным. Боец падает на землю, но пёс щадит его, после того как мужчина произносит имя пса, и устремляет хищный взгляд на мужчину с цепью. Боец уверенно встаёт, на его шее виден висящий значок, на котором написано, что Бадди найден. Пёс нападает на мужчину с цепью. Он лежит на полу, боец добивает его баллоном огнетушителя.

### «E is for Exterminate»(Истребление)
- Режиссёр: Анджела Беттис
- Автор сценария: Анджела Беттис

У обычного жильца квартиры поселяется большой чёрный паук. Жилец пытается прихлопнуть его, но он остаётся целым. Однажды паук кусает жильца, и того начинает беспокоить ухо. В ванной перед зеркалом он видит, как из его уха по всему лицу расползаются маленькие паучки. Чёрный паук набрасывается на экран.

### «F is for Fart»(Пук)
- Режиссёр: Нобору Игути
- Автор сценария: Нобору Игути

Японская школьница утверждает, что не верит в Бога, так как если бы он существовал, то не позволил бы ей испустить газы. Как раз в тот момент рядом оказывается её учительница мисс Юми, которая обещает никому не говорить о шалости девочки. Школьница сильно симпатизирует учительнице. Однажды происходит извержение вулкана, который содержит ядовитый газ. Школьница решает, что если это Бог так испускает газы, то лучше умереть от газов своей подруги-учительницы. Спрятавшись с ней от смога в спортзале, школьница просит её, чтобы та пукнула ей в лицо перед смертью. Мисс Юми соглашается и испускает газы жёлтого цвета. Школьница наслаждается запахом, а потом её засасывает в анус вместе с газом. Она оказывается в потустороннем мире голой в позе эмбриона. С ней мисс Юми, которая говорит, что им нужно быть одним целым. Они счастливы и целуют друг друга.

### «G is for Gravity»(Гравитация)
- Режиссёр: Эндрю Трауки
- Автор сценария: Эндрю Трауки

Действие показано от первого лица. Герой отправляется на пляж и окунается в воду с доской для сёрфинга. Отплыв на расстояние, он начинает тонуть. После затемнения он всплывает мёртвым, рядом в вертикальном положении качается доска.

### «H is for Hydro-Electric Diffusion»(Гидроэлектрическаядиффузия)
- Режиссёр: Томас Каппелен Маллинг
- Автор сценария: Томас Каппелен Маллинг

Персонажи представлены в анималистическом образе. Бульдог в военной форме заходит в стриптиз-бар и смотрит выступление соблазнительной Лисицы. Но как только она раскрывает одежду, выясняется, что она принадлежит нацистской Германии. Лисица начинает изощрённые пытки Бульдога с помощью разных приборов. В конце концов, тому удаётся вырваться из коварных лап Лисицы, и он перенимает роль мучителя. Лисица падает в ванну с наэлектризованной водой, её тело сгорает и плавится.

### «I is for Ingrown»(дослов. Вросший)
- Режиссёр: Хорхе Мишель Грау
- Автор сценария: Хорхе Мишель Грау

Разозлённый мужчина сидит в ванной комнате, держа в руке шприц. Он раскрывает штору ванной, в которой лежит израненная и связанная девушка. Закадровый голос девушки ведёт отрывистый монолог о том, что она не чужая, но он изменил её, хоть и не является кем-то особенным. Мужчина вводит шприц в шею девушки, она сопротивляется и ревёт. Мужчина поспешно уходит. Девушка в слезах чешет себе шею и кисти до крови, а потом изрыгает рвоту за бортик ванны. Вещество, введённое шприцем, действует, девушка дёргается, срывает занавески и умирает. За кадром девушка говорит, что она перестала существовать, и обрывается на том, с чего начала: «Я…»

### "J is for Jidai-geki "(Дзидайгэки)
- Режиссёр: Юдай Ямагути
- Автор сценария: Юдай Ямагути

Совершается самурайский ритуал самоубийства. Самурай, принимающий смерть через сэппуку, будто с нарочитой иронией выдаёт самые различные и утрированно выразительные физиономии, играя на нервах кайсякунина — своего помощника, обязанного докончить дело, махнув мечом. Сцена длится до того, как тот всё-таки решается и отрубает самураю голову. Кайсякунин смеётся с радостным облегчением.

### «K is for Klutz»(Неуклюжесть)
- Режиссёр: Андерс Моргенталер
- Автор сценария: Андерс Моргенталер

Мультипликационная короткометражка. На вечеринке гламурная дама заходит в туалет и садится на унитаз. Туго испражнившись, она пытается смыть, но кал издевательски выплывает из воды, а потом даже выскакивает наружу, как резиновая игрушка. Дама злится. Борясь за классическую репутацию чистой и свежей женщины-красотки, она любыми способами пробует избавиться от позорной «улики», ведь за дверью нетерпеливо ждут и мужчины. Но то, что вышло, самостоятельно вошло обратно, что привело к смертельному исходу и к ужасно неудобной ситуации перед публикой.

### «L is for Libido»(Либидо)
- Режиссёр: Тимо Тьяджанто
- Автор сценария: Тимо Тьяджанто

Действие разворачивается в зале, где проводятся состязания по онанизму между двумя мужчинами. Они привязаны к стулу, за ними следит женщина-судья. Перед участниками предстаёт нагая девушка с раскрашенным лицом, и они начинают упорно работать рукой. Главный герой эякулирует первым. Женщина-судья подходит к тому, кто не смог, и, несмотря на его мольбы подождать, нажимает на кнопку на спинке стула. Под сиденьем выходит железное острие, которое пронзает проигравшего через все тело до головы. За первым этапом следует второй, а потом третий, и так главный герой, в лёгких судорогах и в поту, достигает двенадцатого этапа. С ним очередной оппонент, который боится. Перед ними на инвалидной коляске выкатывается девушка с шейным корсетом и без ноги. Она достаёт протез ноги и трёт им промежность. Главный герой изнеможден, но женщина-судья подбадривает его, раздвинув ноги, между которыми в тени платья виднеется око. Герою удаётся выплеснуть дозу спермы, он снова победил. Женщина-судья хочет казнить оппонента, но кнопка, пускающая острие, не срабатывает. После нескольких попыток оно резко выскакивает, пронзая как тело проигравшего, так и голову самой женщины. На тринадцатом этапе с героем состязается тощий человек с капельницей рядом, за ними следит уже мужчина-судья. Перед участниками кровать, на которой другой мужчина изнасилует мальчика. На этот раз героя опережает оппонент, его сперма струится, героя тошнит и рвет. После этого он выбывает из игры и сам становится объектом похоти для других двух участников. Его привязывают к кровати, красивая девушка расчленяет его бензопилой.

### «M is for Miscarriage»(Выкидыш)
- Режиссёр: Тай Уэст
- Автор сценария: Тай Уэст

Женщина не может смыть в унитазе. Она идёт за вантузом. Вернувшись, она смотрит в унитаз. Там кровь и что-то ещё.

### «N is for Nuptials»(Свадьба)
- Режиссёр: Баньенг Писензенекун
- Автор сценария: Баньенг Писензенекун

Парень дарит девушке попугая, но это не производит на неё впечатление. Парень показывает, как новый питомец умеет делать трюки и говорить, как человек, но девушка скептично насмехается. Тогда попугай делает предложение пожениться, девушка умиляется и отвечает парню положительно. Он тоже рад. Однако это не все, о чём может известить попугай: далее он озвучивает запомнившийся диалог между парнем и некой Джой о том, что «его девушка ни о чём не узнает», и попугай издаёт возгласы и обсценные слова, якобы во время секса. Парень растерян, девушка в гневе убивает его кухонным ножом.

### «O is for Orgasm»(Оргазм)
- Режиссёр: Брюно Форзани, Элен Катте
- Автор сценария: Брюно Форзани, Элен Катте

Сцена абстрагируется на моменте женского удовольствия от кунилингуса. Её чувства выражаются через визуальный ряд с разной цветовой гаммой. При оргазме шею девушки будто стягивает ремень, и она задыхается.

### «P is for Pressure»(Давление)
- Режиссёр: Саймон Рамли
- Автор сценария: Саймон Рамли

Главная героиня зарабатывает на жизнь проституцией. Она — мать трёх дочерей. У одной из них скоро день рождения, а на желанный велосипед в качестве подарка не хватает денег: все накопленные украл её бойфренд. Тогда она не с первого раза соглашается с незнакомцем сняться в его видео. Он отводит её куда-то, где находится клетка с котёнком и ползущими рядом мышами. Героиня с жалостным лицом смотрит на них. Она надевает туфли с высоким каблуком. Незнакомец включает камеру. Под ногами героини мирно лежит котёнок, она ласкает его туфлями, а потом резко раздавливает маленькое тельце. В последнем эпизоде все три дочки веселятся на детской площадке, одна из них катается на велосипеде. Мать-героиня улыбается.

### «Q is for Quack»(Утка)
- Режиссёр: Адам Вингард, Саймон Барретт
- Автор сценария: Адам Вингард, Саймон Барретт

Два молодых режиссёра рассуждают, про что снять фильм на букву Q. Они решают снять убийство утки из пистолета. Выехав в пустыню с оператором, парни располагают клетку с птицей на земле, отходят и готовят оружие. Оператор включает камеру, но парочку энтузиастов настигает беда: один из них не хочет стрелять в невинную утку, у другого получается осечка, и, неосторожно направив ствол, тот выстреливает в своего товарища, а он, в свою очередь, случайно выстреливает в ответ. Оба трупа пугают оператора, он убегает, оставив камеру. Утка безмятежно сидит в клетке посреди пустыни.

### «R is for Removed»(Извлечённый)
- Режиссёр: Срджан Спасоевич
- Автор сценария: Срджан Спасоевич

В больнице два человека в костюмах просматривают по телевизору «Прибытие поезда на вокзал Ла-Сьота». Хирург вместе с медсестрой проводят операцию над пациентом с очень уязвлённой кожей на спине. Они удаляют с неё кусочек и макают в лоток с водой, из которой вынимают уже 35-миллиметровую киноплёнку. Хирург рассматривает её. Позднее пациента сажают в инвалидную коляску и помещают в клетку посреди большого холла с лестницами. Со всех балконов выстреливают вспышки папарацци, с лестниц сбегаются восторженные люди и любопытно трогают человека в коляске. Далее у пациента повторно удаляют кусок кожи со спины. Медсестра что-что шепчет пациенту. Хирург подкладывает под него медицинскую утку и готовит укол. В отсутствие медсестры пациент убивает хирурга, сдирает с себя кусок кожи и, смыв её, добывает киноплёнку, из которой приготавливает пулю для пистолета. Он выходит из палаты, убивает врача и ещё двоих людей в костюмах, которые стояли около тележки со стопкой готовой киноплёнки. Пациент уходит на стоянку поездов, сдвигает вагон, падает под него. Льётся кровавый дождь.

### «S is for Speed»(Скорость/амфетамин)[3]
- Режиссёр: Джейк Уэст
- Автор сценария: Джейк Уэст

Две наряженные девушки выбегают из заброшенного дома посреди пустыни. Их преследует антропоморфный мутант в плаще. Одна из девушек отстреливается от преследователя, засовывает другую в багажник и уезжает на машине. Мутант садится в свою и гонится за героиней. Она включает музыку и набирает скорость, наслаждаясь романтикой. Когда девушка останавливается, преследователь догоняет её. Она вытаскивает из багажа свою попутчицу и хочет отдать её мутанту, но он утверждает, что ещё не время, а сам признаётся, что устал преследовать так долго, и протягивает героине руку. Она берёт её и падает на постель. Она в грязной комнате с другой девушкой, неподвижная и с пеной из рта. Другая девушка видит, что подруга мертва, достаёт дозу наркотика, вводит в свою заражённую, кровоточащую вену и окунается в кайф с тем же сюжетом в стиле роуд-муви.

### «T is for Toilet»(Туалет)
- Режиссёр: Ли Хардкэсл
- Автор сценария: Ли Хардкэсл

Мультипликационная короткометражка (пластилиновая анимация). Родители избавились от горшка, потому что их сыну впервые придётся использовать унитаз. Они уверяют его, что это нормально и совсем не страшно, но мальчик боится. Они заходят в туалет, чтобы доказать, что унитаз не опасен. Как это ни странно, он превращается в кровожадного монстра, сжирающего папу и маму. Перед мальчиком остались лишь части тела и кровавые стены, а потом монстр внезапно набрасывается и на него. Мальчик просыпается: это был кошмарный сон. Ему захотелось в туалет, и он, преодолевая детский страх, садится на унитаз. Бачок унитаза, висящий прямо над ним на двух гвоздях, срывается с одного, что пугает мальчика, который от страха в попытках спрятаться опускает голову под крышку и замирает в ожидании чего-то. Его крик слышит отец, который, найдя сына в таком нелепом положении (не видя срывающийся бачок), взрывается громким хохотом. Второй гвоздь не выдерживает, и бачок падает на крышку унитаза, расплющивая голову ребёнка вдребезги. Отец перестаёт смеяться и кричит ещё громче.

### «U is for Unearthed»(Откопанный)
- Режиссёр: Бен Уитли
- Автор сценария: Бен Уитли

Действие показано от первого лица глазами персонажа, которого ловит группа вооружённых людей. Персонаж зверски убивает нескольких, но его валят на землю и вставляют кол в сердце, а потом отрубают голову.

### «V is for Vagitus»(Вагитус, крик новорождённого)
- Режиссёр: Кааре Эндрюс
- Автор сценария: Кааре Эндрюс

2035 год. Новый Ванкувер. Демография населения строго контролируется государством, людей стерилизуют с самого рождения, но получить право на легальное размножение можно только в службе за контроль размножения. Женщина-полицейский с большим стажем выполняет задание по ликвидации группы повстанцев. Выясняется, что они — менталисты, способные к глубокому гипнозу. Они защищали младенца, чтобы доставить его Пророку, но робот-компаньон героини убивает выживших и обезглавливает дитя. Сама женщина того не желала, так как пошла в полицейский участок, чтобы стать матерью, но в прошлом агентство отказало ей в этой инициативе. Появляется руководитель операции по устранению повстанцев, человек с татуировкой на лице, который хочет определить по мозговому материалу младенца, где живут остальные менталисты. Тогда героиня противостоит руководителю, он ранит её. Она лежит на земле рядом с умирающим повстанцем, который говорит, что младенец и есть Пророк, а она должна стать его матерью. Голова младенца, находящаяся в руках человека с татуировкой, оживает и издаёт громкий крик, от которого лопается голова держащего.

### «W is for WTF»(«What the f*ck?»/«Что за хрень?»)
- Режиссёр: Джон Шнепп
- Автор сценария: Джон Шнепп

Режиссёр готовит мультфильм в жанре эрогуро на тему буквы W, но его друг отзывается об этом неприязненно. Тогда режиссёр показывает большой список всевозможных слов на W, из которых можно составить сюжет, но этим не добивается нужного результата. Герои узнают по телевизору, что в Лос-Анджелесе водворились беспорядки: цветные полосы на небе составляют букву W, по городу бродят клоуны-зомби. К тому же откуда ни возьмись вылетают демоны, пожирающие героев. Происходит хаос из кадров, звуков и вульгарных идей, заставляющий зрителя воскликнуть лишь одно: «WTF?»

### «X is for XXL»
- Режиссёр: Ксавьер Генс
- Автор сценария: Ксавьер Генс

История о толстухе, над которой все безжалостно смеются. Увидев рекламу с красивыми моделями, девушка решает изменить себя. Дома она отчаянно и безудержно наедается жирной пищи, а потом уходит в ванную комнату. Там, за шторкой ванны, она выполняет самостоятельную хирургию ножом, срезая куски жира со своего тела. Шторы забрызгиваются кровью. Выходит из-за неё девушка со стройной фигурой, но с раскромсанным мясом вместо кожи. Издыхая, она падает на пол в лужу собственной крови.

### «Y is for Youngbuck»(Молодой олень)
- Режиссёр: Джейсон Айзенер
- Автор сценария: Джейсон Айзенер

Мужчина учит мальчика охотиться на оленей в лесу. Он любуется ребёнком. После выстрела в рогатого зверя мужчина отрезает ему голову, мальчик устрашается. Мужчина встаёт перед ним и снимает штаны. Следующий эпизод показывает школу, в которой этот мужчина работает уборщиком. Он следит за мальчиками в спортзале, сидящими на скамье, мокрый от пота. Когда все уходят, мужчина подходит к скамье и, наклонив голову к луже пота, начинает трепетно слизывать. Перед ним оказывается мальчик из эпизода с охотой. На нём голова убитого оленя, рогами которого он прокалывает и отрывает голову педофила. Исполнив месть, ребёнок так же встаёт перед трупом мужчины и снимает штаны.

### «Z is for Zetsumetsu»(отяпон.Вымирание)
- Режиссёр: Ёсихиро Нисимура
- Автор сценария: Ёсихиро Нисимура

Параллельно действию повествуется альтернативная история Японии: страну накрыло радиоактивное облако, которое превратило большую часть населения в мутантов, что ознаменовало начало новой эпохи в жизни страны. Теперь Япония — идеальная страна с процветающими технологиями, здоровой пищей, безопасной ядерной энергией, и все это «благодаря Америке». Человек в тёмных очках (одет, как главный герой фильма Доктор Стрейнджлав) сидит в инвалидной коляске и смотрит шоу с участием девушки с гигантским фаллосом, торчащим из трусов. На ней шляпа с искажённым нацистским символом. Девушка выступает в битве с другими японками. Из частей тела жертв сразу делаются национальные японские блюда, которые жадно поедают японские мужчины. Контингент голых японцев с шапками «Little boy» взлетает ввысь, как ракета. Человек в тёмных очках называет японский народ «превосходными сукиными сынами». Он вдохновенно встаёт с коляски и, обнажая гениталии, радостно восклицает, что «его Император стоит».